# Canton de Crocq
Le canton de Crocq est une ancienne division administrative française située dans le département de la Creuse et la région Limousin.

## Géographie
Ce canton est organisé autour de Crocq dans l'arrondissement d'Aubusson. Son altitude varie de 540 m (La Villetelle) à 829 m (Crocq) pour une altitude moyenne de 716 m.

## Représentation

### Conseillers généraux de 1833 à 2015
| Période | Période                 | Identité                                                                     | Étiquette           | Qualité |
| ------- | ----------------------- | ---------------------------------------------------------------------------- | ------------------- | --- |
| 1833    | 1848                    | Comte Émile Cornudet des Chaumettes                                          | Centre-droit        | Ancien auditeur au Conseil d'État Propriétaire à Crocq et à Éragny (Seine-et-Oise) Député (1831-1846) Pair de France (1846-1848) |
| 1848    | 1876 (décès)            | Vicomte puis Comte Joseph-Alfred Cornudet des Chaumettes (fils du précédent) | Majorité dynastique | Propriétaire à Crocq, député (1867-1871)                                                                                         |
| 1876    | 1877                    | Edmond Defournoux-Lachaze (1834-1916)                                        | Droite              | Propriétaire, maire de Saint-Maurice                                                                                             |
| 1877    | 27 juillet 1882 (décès) | Gilbert Duchez                                                               | Républicain         | Docteur en médecine à Basville                                                                                                   |
| 1882    | 1902                    | Émile Cornudet des Chaumettes (fils d'Alfred Cornudet)                       | Rad.                | Propriétaire, maire de Crocq Député (1882-1902)                                                                                  |
| 1902    | 1935 (décès)            | Antoine Charles-Marlin (1864-1935)                                           | RG                  | Notaire à Crocq |
| 1935    | 1940                    | Lucien Charles-Marlin (1895-1946, fils d'A.Charles-Marlin)                   | Ind.                | Notaire à Crocq Nommé conseiller départemental en 1942 Président du Conseil départemental (1942-1945)                            |
|         |                         |                                                                              |                     | |
| 1945    | 1958                    | Georges Dumas                                                                | Rad.ind.            | Entrepreneur de travaux publics Maire de Mérinchal, ancien Président du Conseil d'arrondissement                                 |
| 1958    | 1962 (décès)            | Ernest Delair                                                                | SFIO                | Maire de Crocq (1947-1962) |
| 1962    | 1993 (décès)            | Lucien Bardolle                                                              | Rad. puis DVD       | Notaire à Crocq |
| 1994    | 2001                    | Jean Touchard                                                                | RPR                 | maire de Flayat (2001-2003) |
| 2001    | 2008                    | Alain Gribet                                                                 | UDF                 | Vétérinaire, 1er adjoint au Maire de Saint-Pardoux-d'Arnet                                                                       |
| 2008    | 2015                    | René Roulland                                                                | DVG                 | Enseignant, maire de Saint-Georges-Nigremont depuis 2001                                                                         |

### Conseillers d'arrondissement (de 1833 à 1940)
| Période                                  | Période | Identité                               | Étiquette   | Qualité |
| ---------------------------------------- | ------- | -------------------------------------- | ----------- | --- |
| 1833                                     | 1848    | François Defournoux-Larode (1786-1863) |             | Notaire, maire de Crocq                                                                                     |
|                                          |         |                                        |             | |
| av.1885                                  |         | Jean-Baptiste Augerolle                | Républicain | Notaire, huissier, suppléant du juge de paix                                                                |
|                                          |         |                                        |             | |
| 1898                                     | 1928    | Auguste Boyer                          | Rad.        | Géomètre, Mérinchal                                                                                         |
| 1928                                     | 1940    | Georges Dumas                          | Rad.        | Entrepreneur de travaux publics, maire de Mérinchal, Président du Conseil d'arrondissement                  |
| 1940                                     |         |                                        |             | Les conseils d'arrondissement ont été suspendus par la loi du 12 octobre 1940 et n'ont jamais été réactivés |
| Les données manquantes sont à compléter. |         |                                        |             | |

## Composition
Le canton de Crocq groupe 14 communes et compte 3 027 habitants (recensement de 2007 population municipale).
| Communes                   | Population (2012) | Code postal | Code Insee |
| -------------------------- | ----------------- | ----------- | ---------- |
| Basville                   | 180               | 23260       | 23017      |
| Crocq                      | 501               | 23260       | 23069      |
| Flayat                     | 347               | 23260       | 23081      |
| La Mazière-aux-Bons-Hommes | 61                | 23260       | 23129      |
| Mérinchal                  | 754               | 23420       | 23131      |
| Pontcharraud               | 87                | 23260       | 23156      |
| Saint-Agnant-près-Crocq    | 202               | 23260       | 23178      |
| Saint-Bard                 | 105               | 23260       | 23184      |
| Saint-Georges-Nigremont    | 159               | 23500       | 23198      |
| Saint-Maurice-près-Crocq   | 119               | 23260       | 23218      |
| Saint-Oradoux-près-Crocq   | 118               | 23260       | 23225      |
| Saint-Pardoux-d'Arnet      | 158               | 23260       | 23226      |
| La Villeneuve              | 72                | 23260       | 23265      |
| La Villetelle              | 164               | 23260       | 23266      |

## Démographie
| 1962  | 1968  | 1975  | 1982  | 1990  | 1999  | 2006  | 2011  | 2012  |
| ----- | ----- | ----- | ----- | ----- | ----- | ----- | ----- | ----- |
| 5 143 | 4 849 | 4 601 | 4 178 | 3 606 | 3 230 | 3 042 | 2 932 | 2 903 |